# Vilém Funk
Vilém Funk (14. ledna 1875 Praha – 24. září 1955 Praha) byl rakouský a český právník, vysokoškolský profesor finančního práva a politik, na počátku 20. století poslanec Říšské rady, ve 30. letech rektor Univerzity Karlovy.

## Biografie
Vystudoval právnickou fakultu české univerzity v Praze, kde promoval roku 1899. Studoval také na univerzitě v Berlíně a na Vídeňské univerzitě. Nastoupil na finanční okresní ředitelství, později k finanční prokuratuře v Praze a k zemskému výboru. V roce 1903 se habilitoval, v roce 1909 se stal mimořádným a roku 1912 řádným profesorem finančního práva. V letech 1921–1922 a 1934–1935 byl děkanem Právnické fakulty Univerzity Karlovy a mezi roky 1938 a 1939 celou univerzitu jako rektor vedl.
Byl také aktivní v politice. Dlouhodobě zasedal ve sboru obecních starších i v městské radě Prahy. Na počátku 20. století se zapojil také do celostátní politiky. Ve volbách do Říšské rady roku 1911 se stal poslancem Říšské rady ( zákonodárný sbor celé předlitavské části Rakouska-Uherska) za obvod Čechy 5 (Praha-Malá Strana a Hradčany) a usedl do poslanecké frakce Český klub (širší aliance českých, národně-konzervativních a liberálních subjektů). Patřil k mladočeské straně. Na Říšské radě se zaměřoval na otázky finanční, podílel se na novele zákona o přímých daních. Zásady jím tehdy prosazené se staly základem pro všechny pozdější zákony. Po vzniku Československa pracoval jako finanční expert mj. na ministerstvu unifikací.
Podílel se na založení Svazu českého úřednictva a byl prvním starostou Klubu českého státního úřednictva. Byl členem České akademie věd a umění, předsedou dozorčí rady České banky, předsedou Malostranské záložny a mnoha dalších spolků a korporací. Vydal četné odborné práce na téma finančního práva a daňového systému. Psal také do odborných periodik nebo slovníků. Po uzavření českých vysokých škol v protektorátním období byl penzionován a nový poválečný režim s ním již nepočítal.